# ناصر سالم (لاعب كرة قدم مواليد 1999)
ناصر سالم زوهري (مواليد 2 أبريل 1999) لاعب كرة قدم إماراتي يجيد اللعب في خط الوسط مع نادي الفجيرة الإماراتي.